# 준쿠냐노
준쿠냐노(이탈리아어: Giuncugnano)는 이탈리아 토스카나주 루카도에 있던 코무네이다. 피렌체에서 북서쪽으로 약 90km, 루카에서 북서쪽으로 약 45km 정도 떨어진 곳에 위치했다.
2015년 1월 1일을 기해 실라노와 함께 실라노준쿠냐노 코무네로 통합되면서 소멸되었다.